# PSD Bank Dome

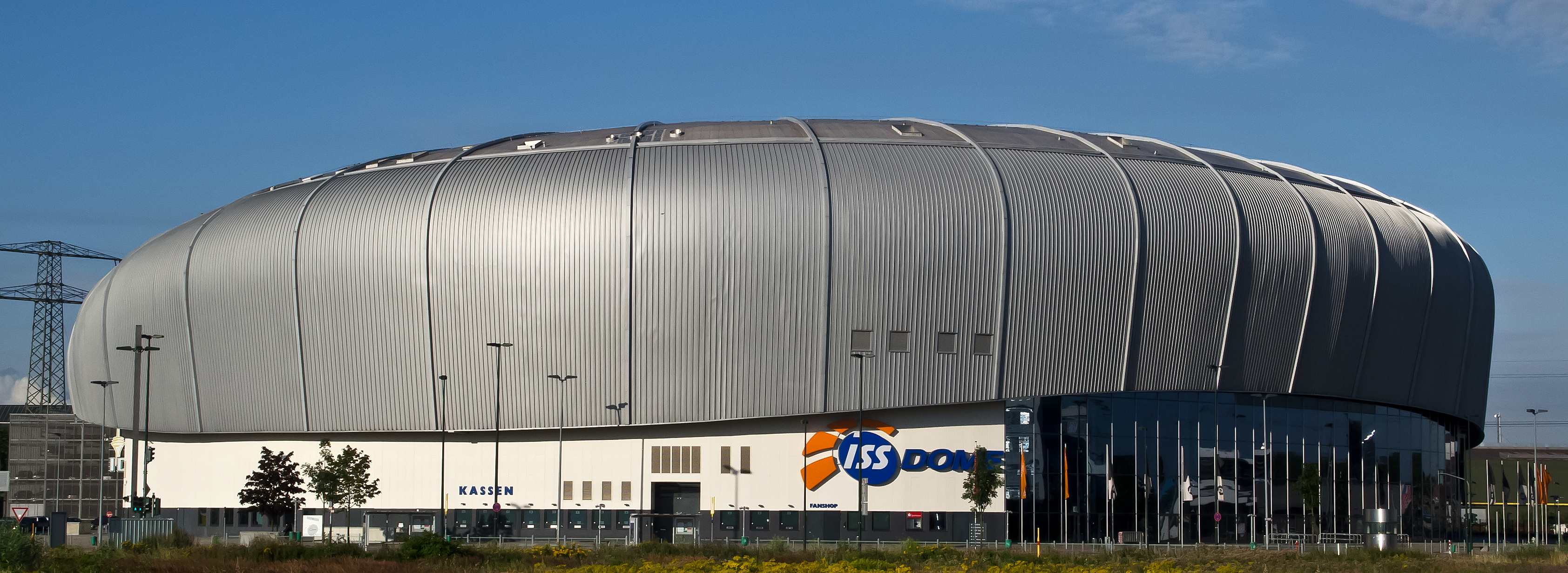
Nordansicht der Multifunktionshalle (2012)

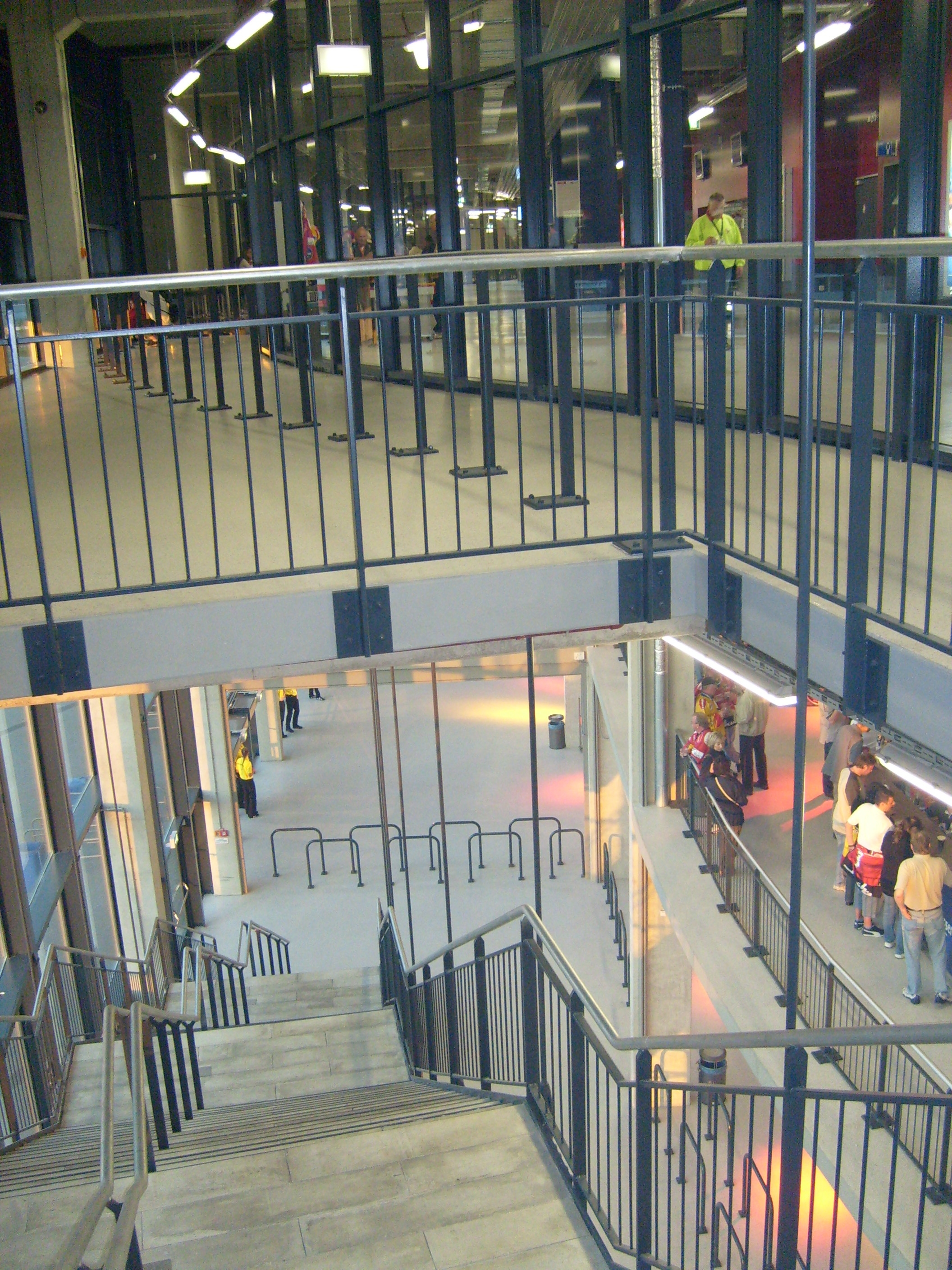
Aufgang vom Foyer zur 2. Ebene (Oberrang und Mittelrang) – Rechts: die 1. Ebene (Stehplätze)

Der PSD Bank Dome (Eigenschreibweise: PSD BANK DOME, zuvor ISS Dome) ist eine Multifunktionshalle im nördlichen Stadtteil Rath der nordrhein-westfälischen Landeshauptstadt Düsseldorf. Für die Entwurfsplanung zeichnete das Düsseldorfer Architekturbüro RKW Architektur + Städtebau verantwortlich. Die Grundsteinlegung erfolgte am 19. Mai 2005; die Gesamt-Baukosten lagen bei knapp 70 Millionen Euro (inklusive Parkhaus). Eröffnet wurde der PSD Bank Dome am 2. September 2006.

## Name
In der Planungs- und Bauphase trug der Dome die Bezeichnung Dome in Rath. Der erste Namensgeber, aufgrund eines auf zehn Jahre ausgelegten Sponsoringvertrages, war zunächst der dänische Gebäudedienstleister Integrated Service Solutions. Im Juni 2016 wurde der Sponsoringvertrag bis 2018 verlängert. Mitte Februar 2019 kündigte das Unternehmen an, das man den bis Juli 2021 laufenden Namensvertrag nicht verlängern werde. Begründet wurde dies mit einer Neuausrichtung des Sponsoring-Engagements. Falls sich kurzfristig ein neuer Namensgeber finden würde, würde man schon zum Juli 2019 die Vereinbarung beenden. Am 29. Juni 2021 wurde bekannt gegeben, dass der Dome ab dem 1. Juli den Namen der PSD Bank tragen wird. Verbunden mit der Umbenennung ist eine gründliche Umgestaltung: Die Kapazität steigert sich von 14.300 auf 15.151 Besucher, die Lichttechnik wird umfangreich erneuert, die V.I.P.-Bereiche mit Empfang, Business Club und den V.I.P.-Logen werden modernisiert. Die LED-Sportfeldbeleuchtung soll bis zu 3400 Lux Beleuchtungsstärke bieten und bis 2022 verfügbar sein. Die Zahl der Parkmöglichkeiten wird am Dome um 2300 Plätze im Umkreis von 200 Metern zum Haupteingang erhöht.

## Kapazität
Die Halle bietet bei Heimspielen des Düsseldorfer Eishockeyvereins Düsseldorfer EG 13.102 Zuschauern Platz. Sie ist nach der Merkur Spiel-Arena die zweitgrößte Veranstaltungsstätte der Stadt Düsseldorf sowie nach der Kölner Lanxess Arena, der Berliner Uber Arena und der Mannheimer SAP Arena das viertgrößte Eishockeystadion Deutschlands. Da der Oberrang nur bei entsprechendem Publikumsandrang geöffnet wird, beträgt die übliche Kapazität 8.500 Plätze. Bei Konzerten und anderen Veranstaltungen beträgt das Fassungsvermögen bis zu 15.151 Zuschauer. Durch Umwandlung der Unterrang-Sitzplatzbereiche an der Nord-, Ost- und Westseite in Form von Teleskoptribünen stehen ca. 4.000 Stehplätze zur Verfügung, für eine Multifunktionshalle eine eher ungewöhnliche Einrichtung. Hier wurde den Wünschen der Fans des Traditionsvereins Düsseldorfer EG Rechnung getragen, deren Mannschaft seit der Saison 2006/07 ihre Heimspiele nicht mehr im Eisstadion an der Brehmstraße, sondern im PSD Bank Dome austrägt.

## Veranstaltungen

### Eishockey
Hauptsächlicher Grund für den Umzug des Eishockeyvereins war die Tatsache, dass das zu diesem Zeitpunkt bereits 71-jährige Eisstadion nicht mehr den aktuellen Anforderungen einer Sportveranstaltung entsprach (wenig Parkflächen durch Innenstadtlage, kaum Möglichkeiten ein V.I.P.-Zuschauersegment anzusprechen, schlechte Bedingungen für Presse und Fernsehübertragungen, dringend sanierungsbedürftige Kabinen für Teams und Offizielle, Sanitäranlagen und Sitzplätze). Zudem wären die notwendigen größeren baulichen Maßnahmen durch die Lage zwischen dem Zoopark und der viel befahrenen Hauptverkehrsader Brehmstraße aus bautechnischen Gründen nicht möglich gewesen. Da in Düsseldorf eine Halle dieser Kapazität bisher fehlte und der ISS Dome nun die Lücke zwischen der 7.550 Zuschauer fassenden Mitsubishi Electric Halle (ehemals Philipshalle) im Stadtteil Oberbilk und der Merkur Spiel-Arena (zuvor ESPRIT arena) mit einer Kapazität von 51.500 Zuschauern in Stockum schloss, stand einer recht schnellen Genehmigungs- und Bauphase nichts entgegen.
Infolge der Errichtung des PSD Bank Dome wird seit einigen Jahren die Industriebrache des ehemaligen Mannesmanngeländes und große Freifläche zwischen den Stadtteilen Rath und Unterrath durch weitere Neubauten geschlossen und ein neues Zentrum, der Theodorpark, entstehen. So entstanden bereits einige Büro- und Gewerbehallen für Logistikbetriebe des nahegelegenen Flughafens, eine neue Großfiliale für den Autohersteller BMW und ein Hotel neben dem Dome.
Der Arena-Neubau ist nicht mit einem um die Halle führenden und begehbaren Umlauf ausgestattet wie ähnliche neue Hallen, beispielsweise die Barclays Arena in Hamburg oder die Lanxess-Arena in Köln, sondern hat zwei separate Bereiche mit jeweils eigenen Eingängen, so dass der V.I.P.-Bereich von der restlichen Halle abgetrennt ist. Der betongraue, schmucklose Umlaufbereich der Zuschauerränge sowie das geringe gastronomische Angebot des Caterers und die Einführung eines Kartenbezahlsystems führte bei vielen DEG-Fans und Besuchern anfänglich zu Verstimmungen. Weitere Startschwierigkeiten waren die schlechte Eisqualität bei Eishockeyspielen, Sichtbehinderungen bei einigen Sitzplätzen und die nicht optimale Anbindung an den öffentlichen Personennahverkehr. Im Laufe der ersten Saisons der DEG Metro Stars wurden jedoch einige Verbesserungen erzielt. Sofort gut angenommen wurde hingegen die Fan-Kneipe, ein in die Halle integriertes Bistro, welches sich zu einem viel genutzten Treffpunkt vor dem Spiel und während der Drittelpausen entwickelt hat.
Zur Saison 2022/23 soll der Dome umgebaut werden. Die Stehplätze in der Ostkurve und der Geraden werden mit Sitzplätzen versehen. Zum Ausgleich soll in der Westkurve auf dem Mittel- und Unterrang eine zusammengefasste rot-gelbe Fan-Wand entstehen. Mit der Sanierung sollen auch die Kosten und der Aufwand für die Umbauten auf Konzert- oder Show-Veranstaltungen verringert werden.
Bei der Eishockey-Weltmeisterschaft der Herren 2027 soll die Arena, neben der SAP Arena in Mannheim, Spielort sein.

### Handball
Von 2018 bis 2024 wurde der DHB-Supercup (Pixum Super Cup) zwischen dem Meister der Handball-Bundesliga und dem DHB-Pokalsieger im PSD Bank Dome ausgespielt. Die Premierenveranstaltung fand am 22. August 2018 statt.
In der Handball-Bundesliga-Saison 2018/19 wird der Bergische HC die Heimspiele gegen die Rhein-Neckar Löwen (1. November 2018) und den THW Kiel (15. November 2018) im PSD Bank Dome austragen. Ab der Saison 2019/20 sollen bis 2022 vier bis sechs Heimspiele des Bergischen HC pro Saison hier ausgetragen werden.
Die Stadt Düsseldorf bewarb sich neben der Merkur Spiel-Arena (Eröffnungsspiel) mit dem PSD Bank Dome als Austragungsort für die Handball-Europameisterschaft der Männer 2024 in Deutschland. Am 10. Juni 2021 wurden sechs Spielorte bekannt gegeben. Der Düsseldorfer Dome, entgegen der Arena, wurde nicht berücksichtigt.

### Basketball
Dier PSD Bank Dome wird spätestens ab 2027 der feste Austragungsort des BBL-Pokal-Top-Four-Turniers werden.

### Leichtathletik
Aus dem Hallen-Leichtathletik-Meeting PSD Bank Meeting in der Leichtathletikhalle (2.000 Plätze) im Arena-Sportpark wird ab 2021 das ISTAF Indoor Düsseldorf. Mit der Umbenennung geht der Umzug in den wesentlich größeren PSD Bank Dome (10.400 Plätze) einher. Seit 2014 findet in der Uber Arena in Berlin das ISTAF Indoor Berlin als Ableger des ISTAF Berlin statt.

### Konzerte
Im PSD Bank Dome finden auch viele Konzerte statt. Die Toten Hosen spielten ihre sechs Weihnachtskonzerte im Jahr 2009 in der Halle. Aber auch andere Künstler und Gruppen wie AC/DC, Iron Maiden, Rammstein, P!nk, Elton John oder David Guetta traten dort auf.
2022 war der PSD Bank Dome Schauplatz der Preisverleihung MTV Europe Music Awards.
2024 wurde eine Kapazitätserweiterung im PSD Bank Dome durchgeführt, der somit über 6.666 Plätze im Innenraum verfügt.

## Anbindung

### Straße

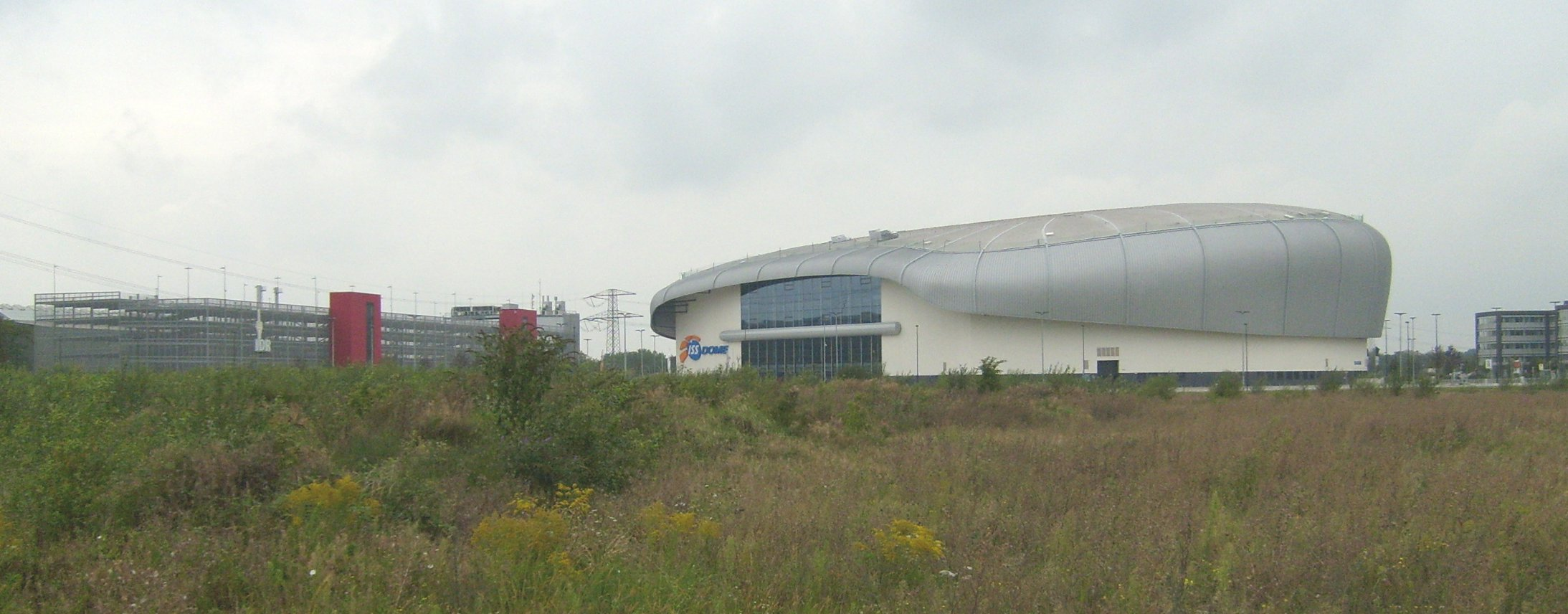
Der Dome mit Parkhaus

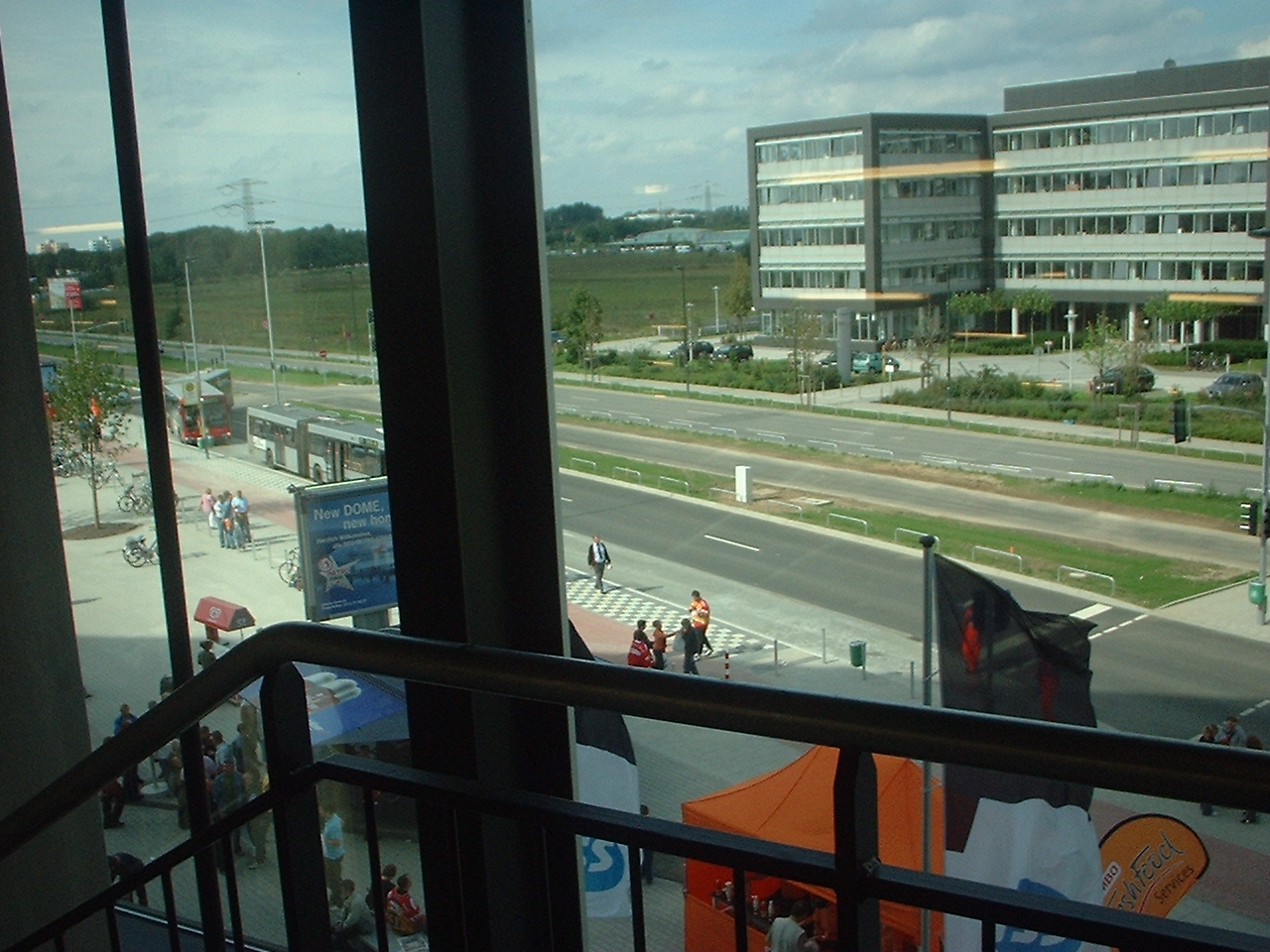
Blick vom Foyer auf die Theodorstraße (Bebauungszustand: Herbst 2006)

Der „Dome“ verfügt über eine sehr gute Anbindung an den Straßenverkehr. Die Bundesautobahn 52 (Düsseldorf-Essen) verläuft in unmittelbarer Nähe, die nächstgelegene Anschlussstelle Düsseldorf-Rath ist ca. 900 m entfernt. Diese Anschlussstelle ist Teil des Autobahnkreuzes Düsseldorf-Nord, über das auch die Bundesautobahn 44 angeschlossen ist.
Die Theodorstraße zwischen den Stadtteilen Unterrath und Rath wurde im Zuge der Errichtung des PSD Bank Dome vierspurig ausgebaut, zwischen den Fahrbahnen wurde eine Trasse für eine geplante Straßenbahnanbindung eingerichtet.

### Parken
Für PKW wurde ein Parkhaus mit 1500 Stellplätzen neben sowie eine Tiefgarage mit 400 Stellplätzen für V.I.P.-Gäste unter der Halle errichtet. Anfängliche Planungen, 10 Euro für einen Stellplatz im Parkhaus zu verlangen, scheiterten an den Protesten vieler Fans, aktuell beträgt die Gebühr fünf Euro. Die Parkplatzsituation außerhalb des Parkhauses rund um den PSD Bank Dome hingegen gilt als sehr schlecht und wird nach wie vor kritisiert.
Seit September 2013 wird das Parkhaus am PSD Bank Dome von der SITA Airport IT GmbH betrieben. Im Zuge dessen verbesserte sich die Verkehrssituation. Zudem wurde das Parkangebot um Parken für Urlauber, die vom Düsseldorfer Flughafen fliegen, erweitert.

### ÖPNV
| \| \| \| weiter in Richtung Schadowstraße \| \| \| \| D-Rath \| \| \| \| Wahlerstraße/JVA \| \| \| \| PSD Bank Dome \| \| \| \| DOME/Am Hülserhof \| \| \| \| Wendeschleife DOME/Am Hülserhof \| |  |                                  |                                  |
| U-Bahn-Strecke |  | weiter in Richtung Schadowstraße | weiter in Richtung Schadowstraße |
| U-Bahn-Bahnhof mit S-Bahn-Halt |  | D-Rath                           | D-Rath                           |
| U-Bahn-Haltepunkt / Haltestelle |  | Wahlerstraße/JVA                 | Wahlerstraße/JVA                 |
| U-Bahn-Haltepunkt / Haltestelle |  | PSD Bank Dome                    | PSD Bank Dome                    |
| U-Bahn-Haltepunkt / Haltestelle |  | DOME/Am Hülserhof                | DOME/Am Hülserhof                |
| |  | Wendeschleife DOME/Am Hülserhof  |                                  |

Seit dem 7. Januar 2018 ist der DOME an das Düsseldorfer Straßenbahnnetz angeschlossen. Dazu ist die zuvor zwischen der Haltestelle „Merowinger Straße“ im Stadtteil Bilk und dem Rather S-Bahnhof verkehrende Straßenbahn-Linie 701 bis zur Straßenkreuzung Theodorstraße/Am Hülserhof verlängert worden. Die Idee, dass bei Veranstaltungen auch die Züge der Stadtbahnlinie U71 von Benrath über ihre reguläre Endhaltestelle am Rather S-Bahnhof hinaus verkehren, um so auch eine Direktverbindung von der Heinrich-Heine-Allee/Altstadt zum PSD Bank Dome anbieten zu können, wird (zunächst) nicht umgesetzt. Stattdessen wird von zwei Stunden vor bis zwei Stunden nach Veranstaltungen und Spielen im DOME der Verkehr auf der Linie 701 ab der Haltestelle „Sternstraße“ in Pempelfort so verdichtet, dass mindestens ein Fünf-Minuten-Takt entsteht. Laut Nahverkehrsplan Düsseldorf bestanden auch Planungen, den PSD Bank Dome mit der Straßenbahnlinie 707 von Unterrath zu erschließen. Dieses Projekt wurde jedoch wegen hoher Baukosten durch zwei komplexe Brückenbauwerke und städtebaulicher Komplikationen verworfen.
Aufgrund von Problemen beim Erwerb eines Grundstückes, das für die Trasse der Straßenbahn-Verlängerung notwendig ist, verzögerte sich der Bau unerwartet um mehrere Jahre. Somit erfolgte der ÖPNV-Anschluss über elf Jahre nur provisorisch mittels Buslinien (Linie 775; seit April 2014: Linie 757), die eine Verbindung zum Rather S-Bahnhof herstellten. Vor und nach Veranstaltungen und Spielen im DOME wurde ein zusätzlicher Buspendelverkehr zwischen Rather und Unterrather S-Bahnhof eingerichtet. Zwischen DOME und dem Unterrather S-Bahnhof (S-Bahn-Linien S1 und S11, Straßenbahnlinien 705 und 707, Buslinien 729, 730 und 760) bleibt dieser Pendelverkehr auch nach Inbetriebnahme der Straßenbahnverlängerung für begrenzte Zeit als Linie E729 erhalten.
 Eine durchgehende Straßenbahnverbindung zum Hauptbahnhof besteht nicht, was für die Anreise auswärtiger Besucher nicht optimal ist.

## Probleme mit der Konstruktion
Konstruktionsbedingt kommt es in schneereichen Wintern wie 2011 zu Problemen mit dem Dach, da größere Mengen Schnee auf die sich im Eingangsbereich aufhaltenden Personen fallen könnten. Im Januar 2013 wurde mit Hilfe eines Hubschraubers vom Typ Sikorsky S-76 einer Langenfelder Firma der Schnee vom Dach geweht.

## Galerie

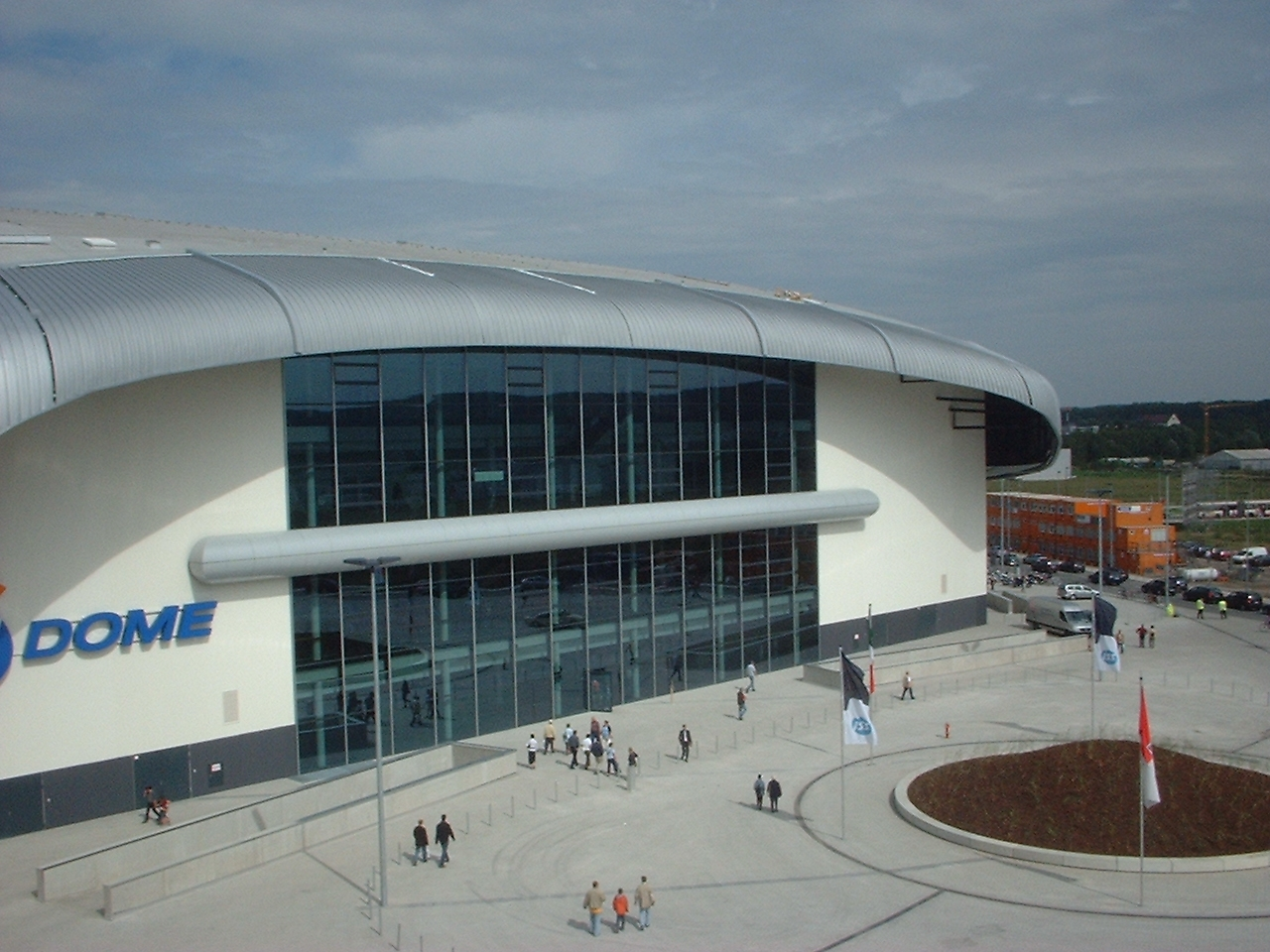
Hinterseite am Tag der Eröffnung 2. September 2006
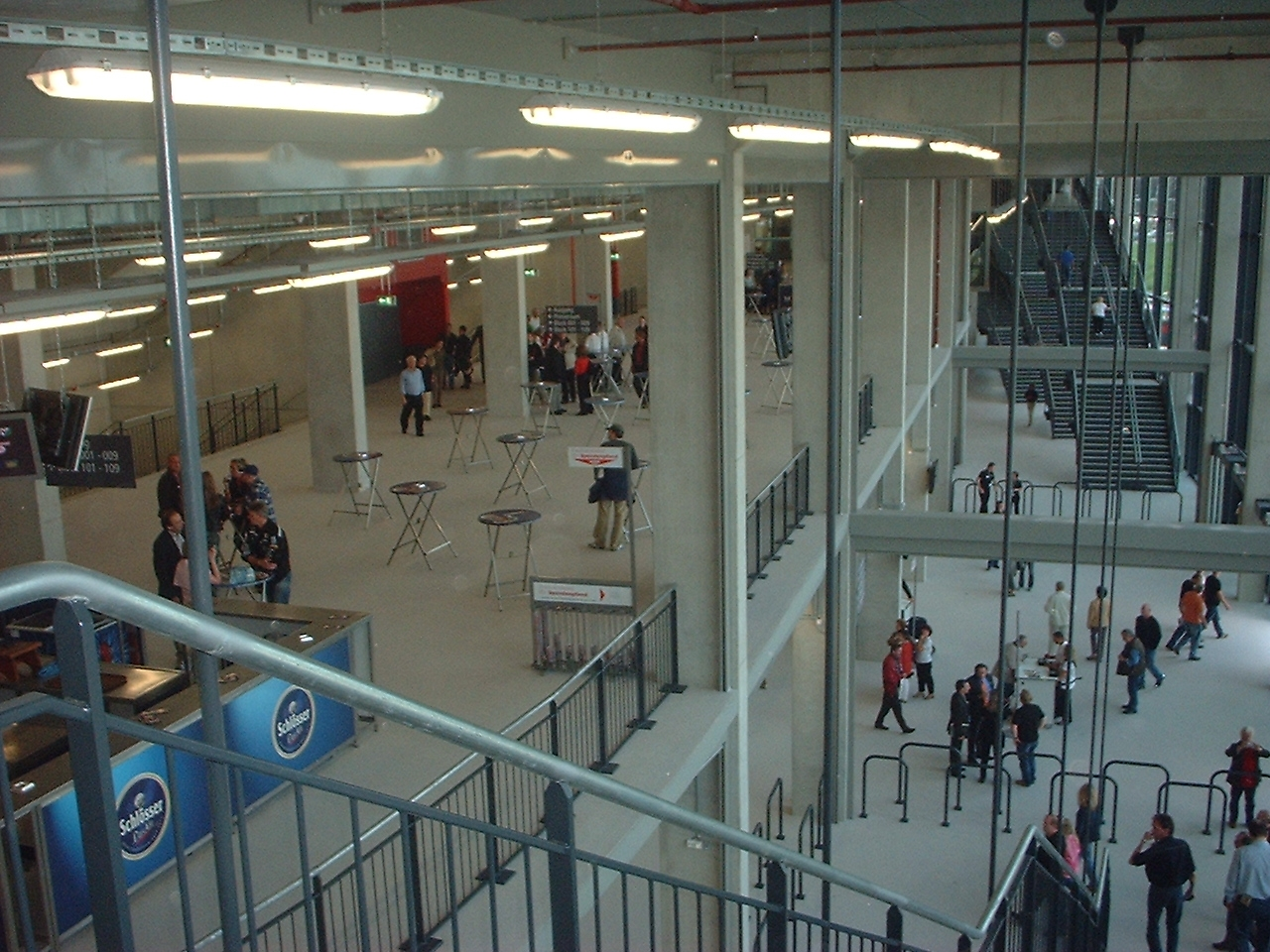
Foyer beim Vordereingang
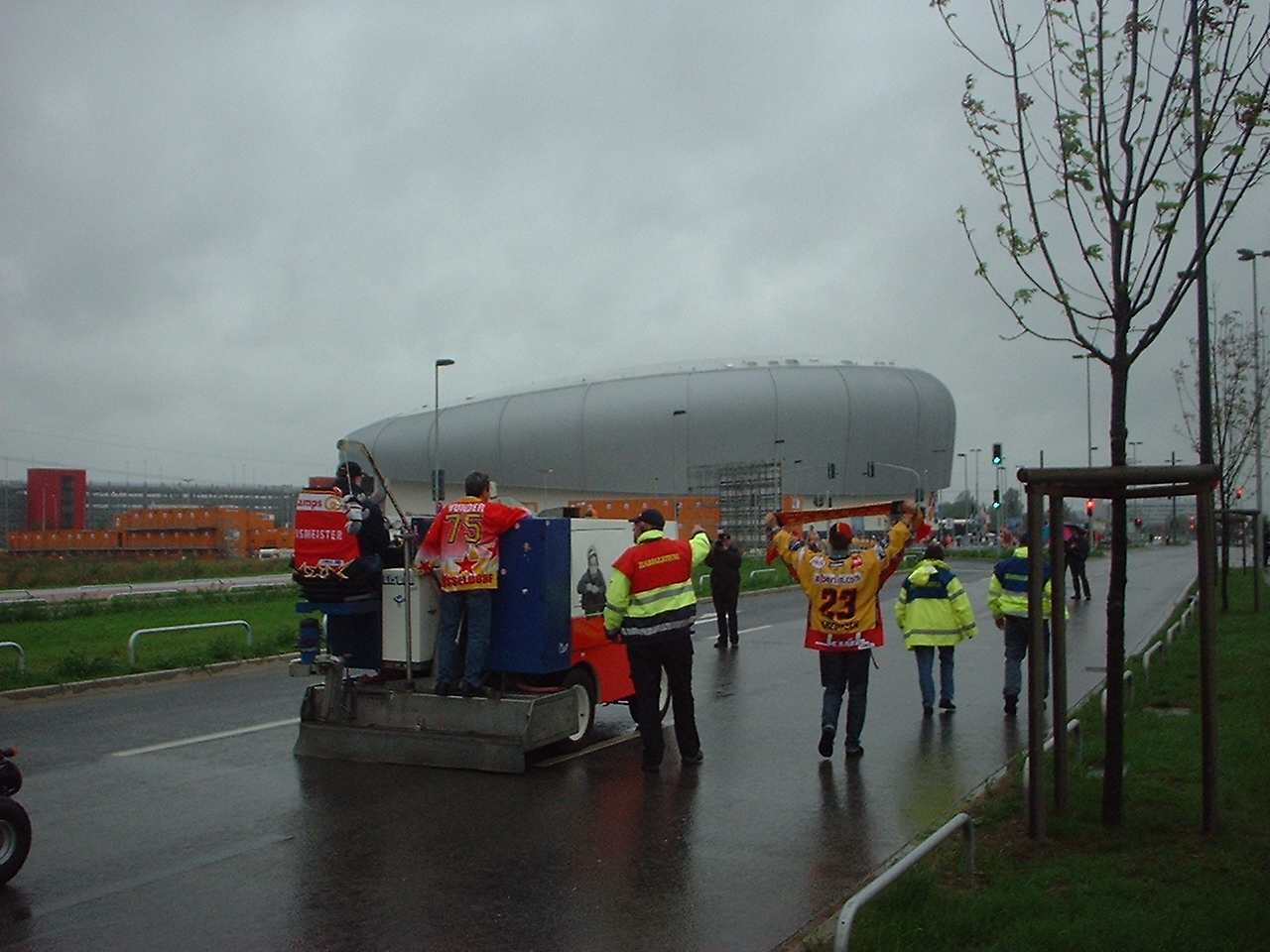
Ankunft der Eisbearbeitungsmaschine beim Fanmarsch am 3. September 2006
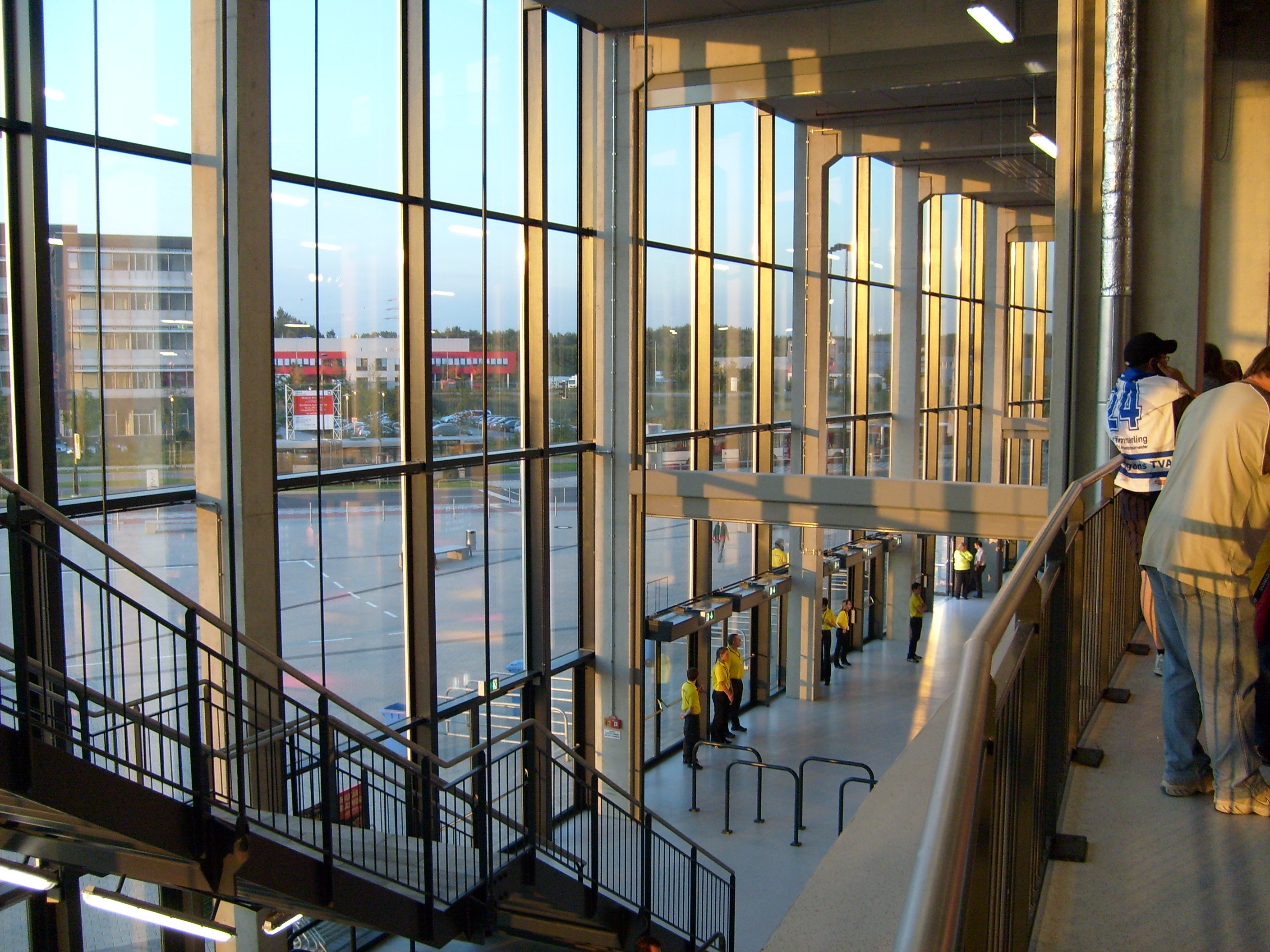
Blick von innen ins Foyer